# Jardin du Regard-de-la-Lanterne
Jardin du Regard-de-la-Lanterne (česky Zahrada Pohledu lucerny) je veřejný park, který se nachází v Paříži v 19. obvodu v ulici Rue Augustin-Thierry u náměstí Place des Fêtes. Park vznikl v roce 1975 a jeho rozloha činí 994 m2.

## Historie
Zahrada byla zřízena v roce 1975. Za svůj neobvyklý název vděčí historické památce Regard de la Lanterne, kolem které byl park vybudován. Jedná se o starý vstup do pařížských stok.

## Vybavení parku
Zahrada je sevřena mezi obytnými domy, které byly postaveny kolem Place des Fêtes. Součástí zahrady je i dětské hřiště.